# Lunz am See
Lunz am See ist eine Marktgemeinde mit 1758 Einwohnern (Stand 1. Jänner 2025) im Bezirk Scheibbs in Niederösterreich.

## Geografie
Lunz am See liegt im Mostviertel im Ybbstal in der niederösterreichischen Eisenwurzen. Die Fläche der Marktgemeinde umfasst 101,41 Quadratkilometer. 82,44 Prozent der Fläche sind bewaldet. Im Gemeindegebiet liegt der Lunzer See. Lunz liegt an der Ybbs, die vor Lunz Ois genannt wird.

### Gemeindegliederung
Katastralgemeinden sind Ahorn, Bodingbach, Hohenberg, Lunzamt, Lunzdorf, Seekopf und Weißenbach.

### Nachbargemeinden
| Ybbsitz (Bezirk Amstetten)              | Gresten-Land                                |        |
| St. Georgen am Reith (Bezirk Amstetten) | Kompassrose, die auf Nachbargemeinden zeigt | Gaming |
| Göstling an der Ybbs                    |                                             |        |

## Geschichte
Funde aus der jüngeren Steinzeit, wie zum Beispiel ein etwa 4000 Jahre altes Serpentin-Steinbeil, belegen eine frühe Besiedelung. Später wechselten dann Kelten ins obere Ybbstal, gefolgt von den Römern. Das Gebiet von Lunz am See war Teil der Provinz Noricum. Die Kelten und später die Römer bauten das „norische Eisen“ am steirischen Erzberg ab und transportierten es über den Mendlingpass nach Lunz und weiter über den Bodingsattel zu den Schmiedewerkstätten von Cetium (St. Pölten) und Arelape (Pöchlarn).
Während der Völkerwanderung durchsetzte sich die Bevölkerung vereinzelt mit Awaren und vermehrt mit Slawen. Viele Menschen flüchteten in dieser Zeit aus dem von kriegerischen Stämmen durchzogenen Donautal ins Gebirge.
Das spärlich besiedelte Land wurde zur Zeit der karolingischen Ostmark von Westen, vor allem von den Bayern, wiederbesiedelt. Als „Liunze in Montanis“ – Lichtung in den Bergen – wurde der Ort erstmals 1203 urkundlich erwähnt. 1340 erwarb Herzog Albrecht XI. das Gebiet um Lunz und schenkte es dem Kloster Gaming.
1392 folgte die erste Erwähnung der „Frauenkirche ze Lunz“, in der „Maria im goldenen Sessel“ verehrt wird. Der Bau dieser Kirche wurde durch die zunehmende wirtschaftliche Stärke ermöglicht, es entstanden in dieser Zeit die ersten Hammerwerke, da die einfachen Schmieden den steigenden Bedarf an Wirtschaftsgütern nicht decken konnten. Lunz am See erreichte mit der gesamten Eisenstraße eine lokale wirtschaftliche Bedeutung, insgesamt eine erste Blütezeit. Vom Wohlstand an der Eisenstraße zeugt noch heute das Amonhaus, das Meister Ofner 1551 im Renaissancestil erbauen ließ.
Türkeneinfälle, die Pest sowie Reformation und Gegenreformation, die Kriege gegen die Franzosen und Churbaiern und die napoleonischen Invasionen erschütterten immer wieder die Gemeinde. Sowohl Dialekt als auch Ortsnamen (Franzosenreith) sind bis heute davon beeinflusst.
Im 19. Jahrhundert wurde wiederum ein Aufschwung möglich, die zweite Blüte. Der Scheibbser Unternehmer Andreas Töpper arbeitete intensiv an der Vermarktung der Metallerzeugnisse. 1832 wurde ein Eisenwalzwerk errichtet, der Energiebedarf wurde beinahe vollständig aus der Wasserkraft der Ybbs gedeckt. Eine Steinbrücke, die Töpperbrücke, die mit in Gußwerk bei Mariazell gegossenen Heiligenfiguren geschmückt wurde, zeugt vom Reichtum der Zeit der zweiten Blüte.
Ab 1869 gab es Planungen für eine Normalspurbahn von Pöchlarn über Gaming, Lunz, Göstling, Lassing und Palfau nach Großreifling ins Ennstal. Gebaut wurde schließlich aber nur der Abschnitt Pöchlarn – Kienberg (Erlauftalbahn). Ab 1880 folgten zahlreiche Initiativen aus dem oberen Ybbstal, eine Bahn von Waidhofen über Großhollenstein und Göstling nach Lunz sowie weiter nach Kienberg zu realisieren. Das Anfang 1882 gegründete „Ybbsthalbahn-Comité“ forderte wegen des einfacheren Gütertransports (keine Umladung erforderlich) einstimmig eine Normalspurbahn. Aus Lunz war der Unternehmer Andreas Töpper besonders aktiv bei diesen Bestrebungen zum Bahnbau. Das kk Handelsministerium stellte klar, dass entweder eine Schmalspurbahn oder gar keine Bahn gebaut würde. Realisiert wurde daher eine Schmalspurbahn, die Ybbstalbahn, die zwischen Gaming und Lunz über den Pfaffenschlager Sattel mit großen Steigungen den Anschluss zur normalspurigen Erlauftalbahn herstellt. Anschluss an das Ennstal und Richtung Westen besteht über Waidhofen an der Ybbs und die Strecke Amstetten–Kleinreifling der ehemaligen Kronprinz Rudolf-Bahn (später kkStB, heute ÖBB). In den folgenden Jahrzehnten stellte die Ybbstalbahn die wichtigste Verkehrsverbindung in und aus dem Ybbstal dar. Am 28. Mai 1988 wurde der Abschnitt Kienberg-Gaming–Lunz stillgelegt und in der Folge ein Museumsbetrieb der Österreichischen Gesellschaft für Lokalbahnen eingerichtet. Der verbleibende Abschnitt Waidhofen–Lunz wurde ab 1991 modernisiert. Mit Bescheid des Landeshauptmanns von Niederösterreich vom 22. November 2010, erfolgte aber die dauernde Einstellung des Abschnitts von Gstadt bis Lunz am See.
1932 wurde hier in der Doline Grünloch mit −52,6 °C die tiefste Temperatur Mitteleuropas gemessen. Lunz am See ist auch in heutiger Zeit als einer der Kältepole Österreichs bekannt.
Am Gelände des jetzigen Wasserclusters befand sich während der Zeit des Nationalsozialismus ein HJ-Wehrertüchtigungslager.

### Einwohnerentwicklung
| Lunz am See: Einwohnerzahlen von 1869 bis 2024      | Lunz am See: Einwohnerzahlen von 1869 bis 2024 | Lunz am See: Einwohnerzahlen von 1869 bis 2024 | Lunz am See: Einwohnerzahlen von 1869 bis 2024 | Lunz am See: Einwohnerzahlen von 1869 bis 2024 |
| --------------------------------------------------- | ---------------------------------------------- | ---------------------------------------------- | ---------------------------------------------- | ---------------------------------------------- |
| Jahr                                                |                                                |                                                |                                                | Einwohner                                      |
| 1869                                                | 1869                                           |                                                | 1.701                                          | 1.701                                          |
| 1880                                                | 1880                                           |                                                | 1.751                                          | 1.751                                          |
| 1890                                                | 1890                                           |                                                | 1.804                                          | 1.804                                          |
| 1900                                                | 1900                                           |                                                | 1.919                                          | 1.919                                          |
| 1910                                                | 1910                                           |                                                | 1.993                                          | 1.993                                          |
| 1923                                                | 1923                                           |                                                | 2.088                                          | 2.088                                          |
| 1934                                                | 1934                                           |                                                | 2.099                                          | 2.099                                          |
| 1939                                                | 1939                                           |                                                | 2.064                                          | 2.064                                          |
| 1951                                                | 1951                                           |                                                | 2.331                                          | 2.331                                          |
| 1961                                                | 1961                                           |                                                | 2.340                                          | 2.340                                          |
| 1971                                                | 1971                                           |                                                | 2.301                                          | 2.301                                          |
| 1981                                                | 1981                                           |                                                | 2.218                                          | 2.218                                          |
| 1991                                                | 1991                                           |                                                | 2.154                                          | 2.154                                          |
| 2001                                                | 2001                                           |                                                | 2.045                                          | 2.045                                          |
| 2011                                                | 2011                                           |                                                | 1.842                                          | 1.842                                          |
| 2021                                                | 2021                                           |                                                | 1.801                                          | 1.801                                          |
| 2024                                                | 2024                                           |                                                | 1.772                                          | 1.772                                          |
| Quelle(n): Statistik Austria, Gebietsstand 1.1.2021 |                                                |                                                |                                                |                                                |

## Kultur und Sehenswürdigkeiten

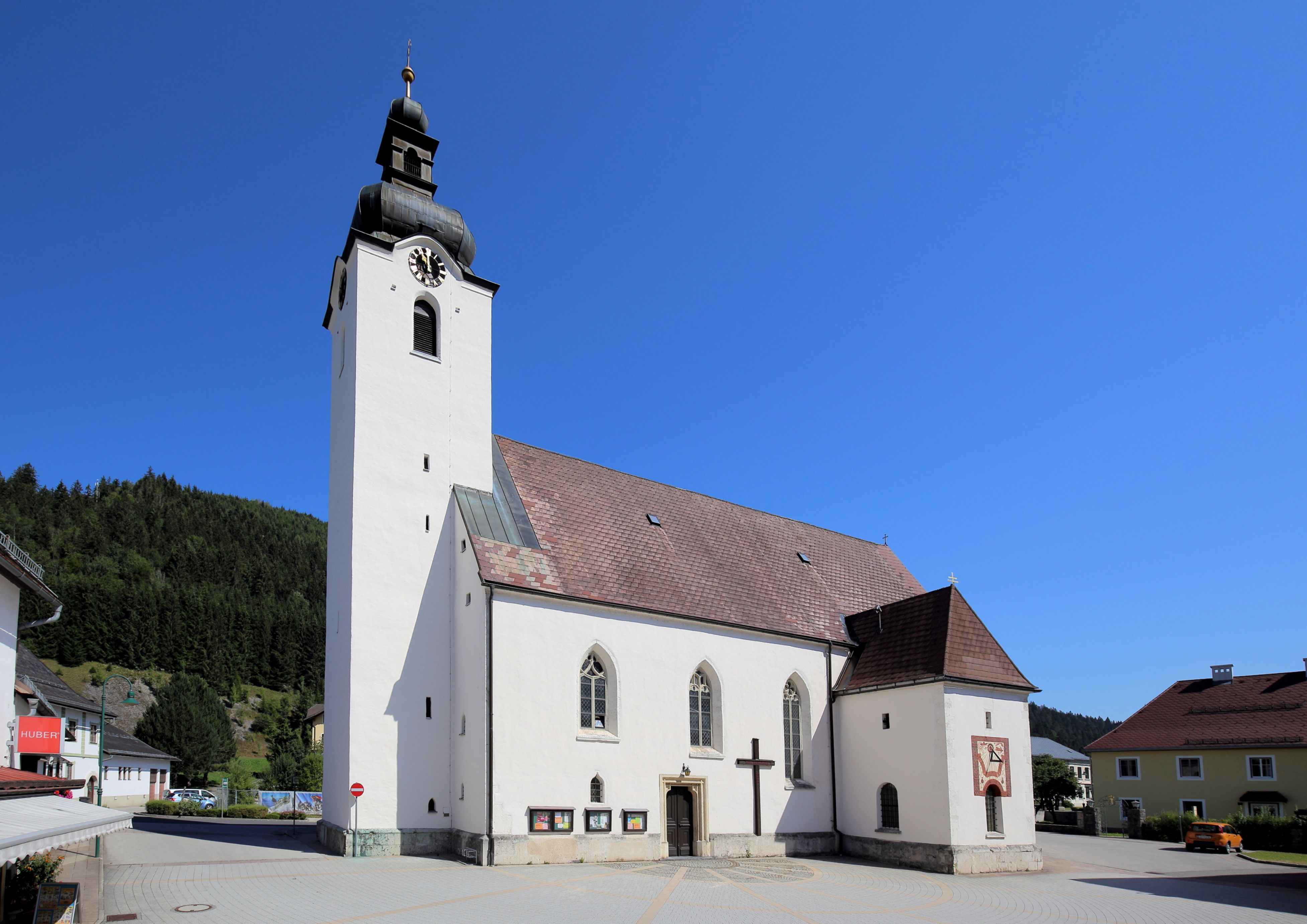
Pfarrkirche Lunz am See

- Katholische Pfarrkirche Lunz am See Hl. Drei Könige: Die spätgotische, zweischiffige Hallenkirche mit einem Doppelchor hat einen vorgestellten Westturm und einen Sakristeianbau im Süden.
- Der Ludwigfall ist ein Wasserfall oberhalb der Gemeinde und verbindet den Obersee mit dem Mittersee.
- Mai 2021 ist die Fertigstellung geplangt, Stand Mitte März 2021: Haus der Wildnis, 700 m² mit Geländemodell des kaum betretbaren Wildnisgebiet Dürrenstein, das 2002 im Rothwald gegründet, von 25 auf 35 km² in NÖ erweitert, 2017 Teil des Weltnaturerbes wurde und einen Urwald enthält.[5]
- Seit 2008 ist Lunz am See in Niederösterreich Teil der internationalen Alpenvereinsinitiative Bergsteigerdörfer.[6]

## Wirtschaft und Infrastruktur

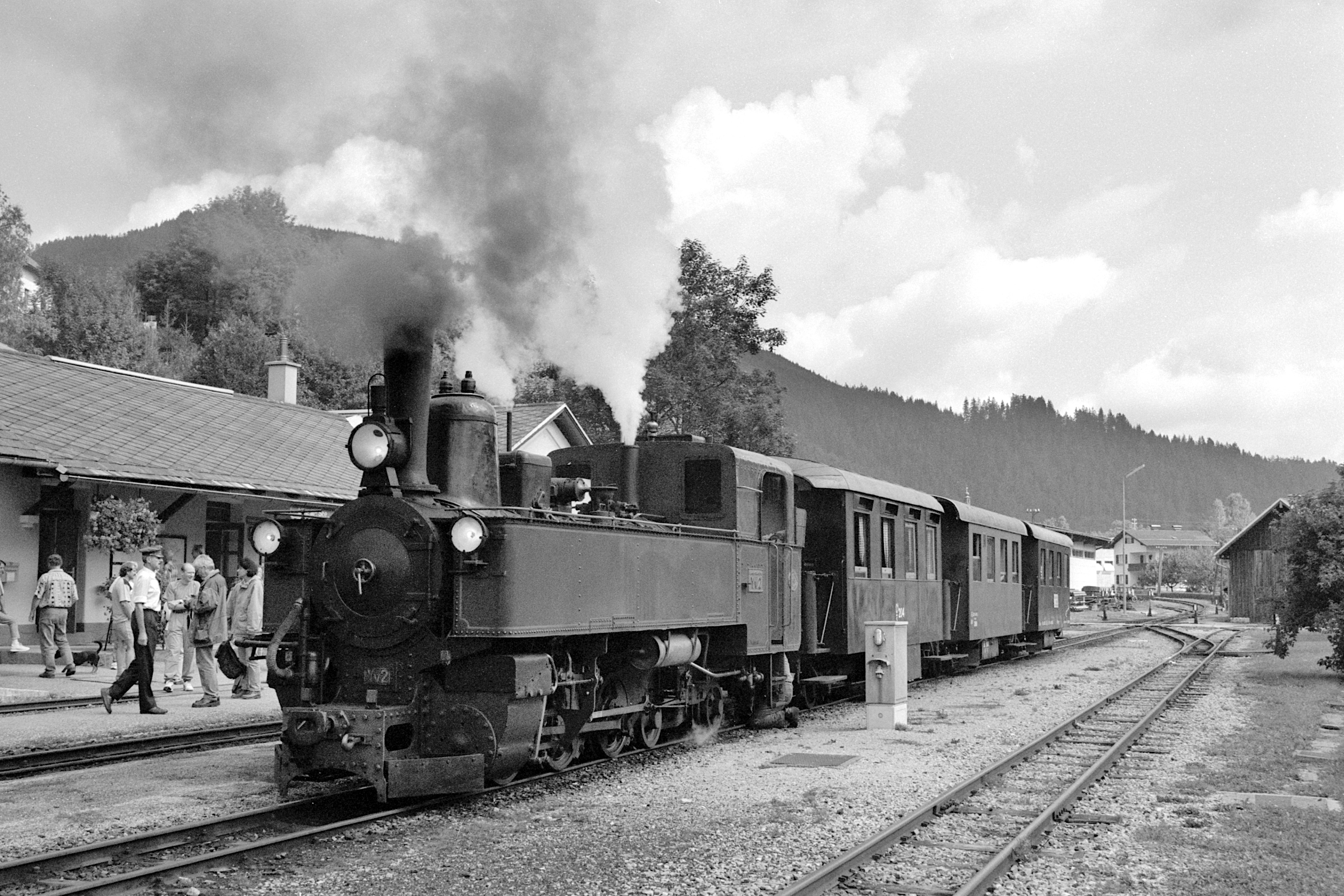
Bahnhof Lunz am See mit Museumsbahnzug

Nichtlandwirtschaftliche Arbeitsstätten gab es im Jahr 2001 105, land- und forstwirtschaftliche Betriebe nach der Erhebung 1999 117. Die Zahl der Erwerbstätigen am Wohnort betrug nach der Volkszählung 2001 881. Die Erwerbsquote lag 2001 bei 43,86 Prozent.
- Die Biologische Station Lunz wurde 1905 von Karl Kupelwieser gegründet und gilt als Wiege der Limnologie, umfangreiche Studien werden seitdem durchgeführt. Derzeit werden diese von der Wasserkluster Lunz – Biologische Station GmbH getragen, einer Kooperation der Universität Wien, der Universität für Bodenkultur Wien und der Donau-Universität Krems.[7]

- 1948 wurde das Institut für Bienenkunde, anfangs noch in den Räumlichkeiten der Biologischen Station eingemietet, gegründet. Ab 1970 in einem eigenen Gebäude untergebracht, ist es heute ein Teil der Agentur für Gesundheit und Ernährungssicherheit (AGES).

### Verkehr
- Eisenbahn: Die Bahnlinie von Kienberg-Gaming nach Lunz am See, ein Reststück der Ybbstalbahn, wird seit 1989 als Museumsbahn „Ötscherland-Express“ geführt.[8]
- Die wichtigste Straßenverbindung ist die Erlauftal Straße B25 von Ybbs an der Donau im Norden ins Ennstal nach Südwesten. Von dieser zweigt nördlich von Lunz die Zellerrain Straße B71 ab, die das Gemeindegebiet entlang nach Osten bis Mariazell verläuft.

### Öffentliche Einrichtungen
In der Gemeinde gibt es einen Kindergarten, eine Volksschule und eine Mittelschule.

## Politik

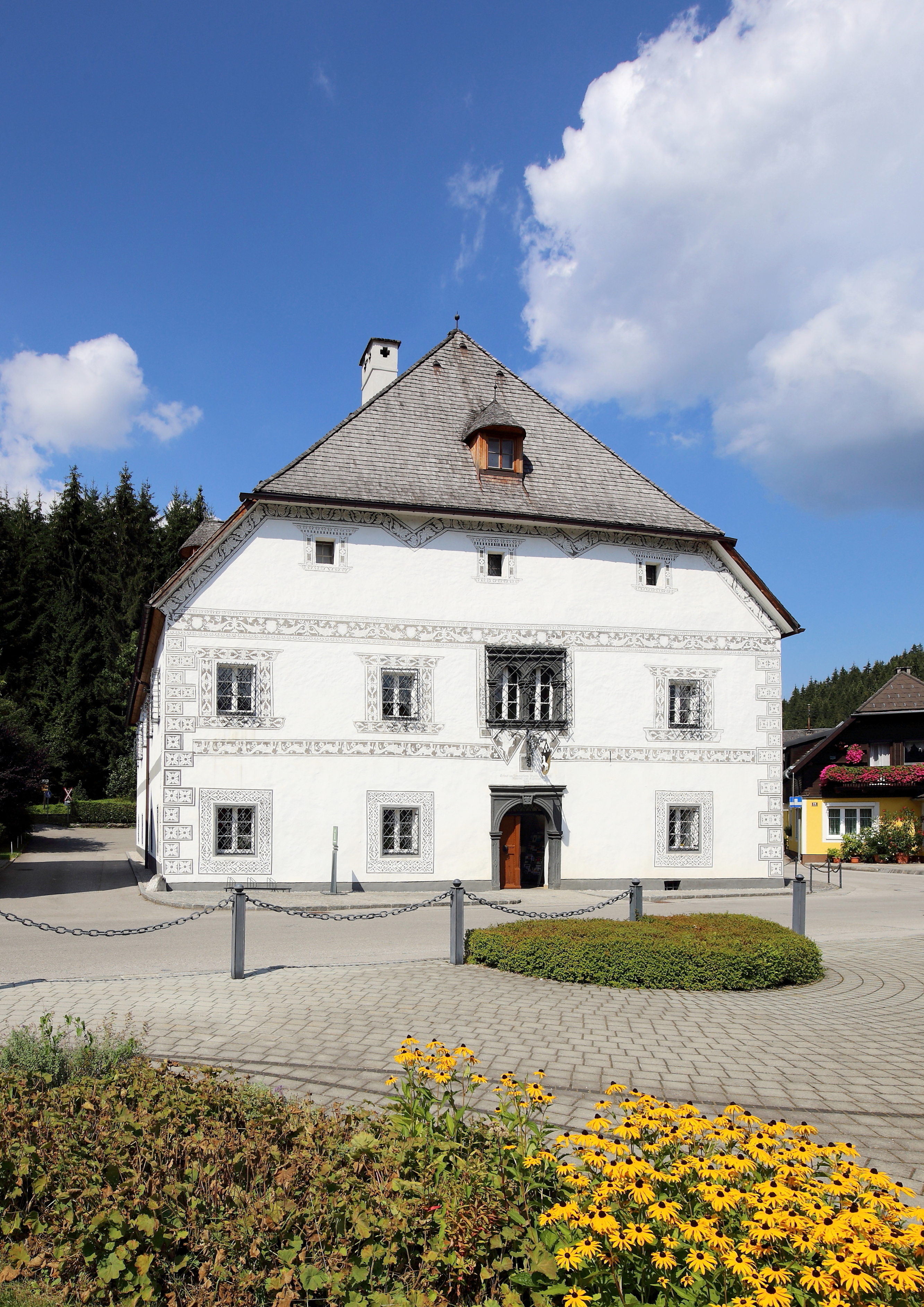
Das Amonhaus beherbergt das Gemeindeamt, ein Hammerherren- und ein Handarbeitsmuseum

### Gemeinderat
Der Gemeinderat hat 19 Mitglieder.
- Mit den Gemeinderatswahlen in Niederösterreich 1990 hatte der Gemeinderat folgende Verteilung: 11 SPÖ und 10 ÖVP. (21 Mitglieder)
- Mit den Gemeinderatswahlen in Niederösterreich 1995 hatte der Gemeinderat folgende Verteilung: 11 SPÖ, 7 ÖVP und 3 Lunzer Bürgerliste.[11]
- Mit den Gemeinderatswahlen in Niederösterreich 2000 hatte der Gemeinderat folgende Verteilung: 12 ÖVP und 9 SPÖ.[12]
- Mit den Gemeinderatswahlen in Niederösterreich 2005 hatte der Gemeinderat folgende Verteilung: 11 ÖVP und 10 SPÖ.[13]
- Mit den Gemeinderatswahlen in Niederösterreich 2010 hatte der Gemeinderat folgende Verteilung: 14 ÖVP und 7 SPÖ.[14] (21 Mitglieder)
- Mit den Gemeinderatswahlen in Niederösterreich 2015 hatte der Gemeinderat folgende Verteilung: 10 ÖVP und 9 SPÖ.[15]
- Mit den Gemeinderatswahlen in Niederösterreich 2020 hat der Gemeinderat folgende Verteilung: 11 ÖVP, 7 SPÖ und 1 FPÖ.[16]

### Bürgermeister
- 2000–2019 Martin Ploderer (ÖVP)[17][18]
- seit 2019 Josef Schachner (ÖVP)[19]

## Persönlichkeiten

### Söhne und Töchter der Gemeinde
- Josef Haberfelner (1830–1913), Bergwerksverwalter
- Friedrich Helmel (1911–1993), Bischof von Guarapuava
- Hans Kupelwieser (* 1948), bildender Künstler

### Mit der Gemeinde verbundene Persönlichkeiten
- Gottfried Biegelmeier (1924–2007), Physiker
- Philipp Hager (* 1982), Schriftsteller
- Karl Kupelwieser (1841–1925), Gründer der Biologischen Station Lunz
- Hans Malicky (* 1935), Entomologe
- Franz Ruttner (1882–1961), Limnologe